# Rover (ベリーグッドマン)
Rover（ロバー、1988年5月29日 - ）は、日本のシンガーソングライター。作詞家、作曲家。音楽グループベリーグッドマンのリーダー。大阪府出身。

## 略歴
本名：西村 洋一（にしむら よういち）、大阪市浪速区の生まれ。小学5年生よりビートルズの影響で音楽を始める。大阪市立難波中学校の吹奏楽部よりトランペットを吹き始めジャズを聴くようになる。大阪府立淀川工業高等学校（現在の大阪府立淀川工科高等学校）に進学し、在学中には全国屈指の実力を誇る吹奏楽部で丸谷明夫の指導を受けていた。1年生時に1年生5人だけで金管五重奏のアンサンブルコンテストに出場し金賞受賞（詳細後述）。顧問の先生に「自分で音楽を作って生きる」って啖呵を切り、「できるわけがない、素質がない。」と言われ、トランペットをあきらめて部活を辞める。学校も退学する気でいたが、学校の配慮で通信制の高校に転校。その後スリーピースバンド「THE UNDER DOGS」を組むが解散。
2009年に中学校の同級生で共に吹奏楽部だったHiDEXと「Roofy」を結成し活動を続けるも、2011年に喧嘩別れで「Roofy」を解散。同年MOCAと地元大阪のクラブで出会い、2013年にMOCAのソロアルバム『原始人の歌』を発売するにあたりHiDEXと共にプロデュース。CD完成後も自身の主催ライブ『西村アコースティックス』で意気投合し3人がソロライブを行ううちにHiDEXから「Roofy」の活動再開を打診される。『西村アコースティックス』と両方やってもいいならと活動再開の話が進む中で多くの関係者から3人でグループを組んだ方がいいとアドバイスされ、2013年11月15日に「ベリーグッドマン」結成。
2019年10月から『MM-TV』（毎日放送の音楽情報番組）のナビゲーターを務める。2021年9月30日からは、『ABCミュージックパラダイス』（朝日放送ラジオが旧朝日放送時代以来12年3ヶ月振りに平日の深夜でレギュラー放送を再開した音楽番組）で、木曜日に増田紗織（朝日放送テレビアナウンサー）とのコンビでパーソナリティを担当。2023年10月2日より田淵麻里奈との新コンビで月曜日の担当となり、番組終了の2024年9月23日まで出演。
2024年1月1日に一般女性とすでに結婚していたことを第一子誕生とあわせて公式Xにて直筆メッセージで発表した。
2025年4月6日よりFM NACK5にて『ベリーグッドマンRoverのしゃべろ場』が開始された。

## 人物・エピソード
- Roverというアーティスト名は憧れであったDef TechのMicroに「あだ名はないの？」と聞かれ学生時代にトランペットを吹いている顔がロバに似ていたため「ロバです」と話すと「トランペットかっこいいじゃん」、「ロバー（Rover）」でいいじゃんと決めてもらった。
- ロンドンブーツ1号2号の番組で、田村淳がピアノでビートルズの「LET IT BE」を弾いており、その曲に感動してビートルズに憧れて音楽を始めた。[2]
- ビートルズの影響でマッシュルームカットをずっと続けていた[2]。
- 作曲は中学2年生から始める。
- 淀川工業高等学校1年生時に「1年生5人で金管五重奏のアンサンブルコンテストに出たい」と顧問に懇願したが「1年生だけで金管五重奏は無理だ。普通は八重奏で音を出していかないと負けてしまう」と言われるも「5人で行きたい」と言い切って出場し、コンテストで金賞を受賞。淀川工業高校で1年生だけで金賞を取ったのは、後にも先にもいない[2]。
- コンテストで金賞を受賞したRover達はレジェンドと呼ばれ舞い上がってたが、調子に乗っていたRoverに顧問が「お前はあいつ（同じ金賞メンバーに、小学校から一緒にトランペットをやっていた同級生がいた[7]）に勝てるのか」と聞いてくるも「勝てると思います」と返答。顧問が「無理や。元々の素質が違う。お前にはトランペットを吹く素質がない」とはっきり言われ、名門校だったため、練習がハードな事もあり、つい「自分で音楽を作って生きてやる」って顧問に啖呵を切ったところ「そんなこと出来ない。やれるもんならやってみ〜」と言われ、その言葉にカチンときて反抗心を抱き、6年間休まずに吹いてきたトランペットをその日にやめた[2][3][8]。
- 天才がいたらどんだけやっても時間の無駄と、駅でトランペットのマウスピースを投げつけましたが、捨てられたマウスピースをたまたま見つけて拾ったのがその同級生で、今も彼が持っている[7]。
- はじめてのバイトは通信制高校時、しゃぶしゃぶ屋に「バイトしたいです。社員になるつもりで働きます」と面接してもらい、次の日からキッチンでひたすら肉をスライスする日々となる[3]。
- しゃぶしゃぶ屋では1年後位に正社員に昇格し、結局2年ほどお世話になった[3]。
- ベリーグッドマンのメンバーMOCAの息子の名付け親である[9]。
- 小学生時代は柔道を習っていた。そのお陰で小学生の時に自転車の乗っている際、車との交通事故で自転車から投げ出されたが、うまく受け身を取ったため擦り傷程度で済んだ。ただしお気に入りの青いマウンテンバイクは壊れ、補償で購入されたマウンテンバイクにはピンク色が入っていたので女の子っぽいとしばらく落ち込んだらしい。
- コロナ禍で外出が規制されたのを機に猫を飼い始める。
- 愛猫は2匹で名前は「諭吉」と「もものすけ」で由来は福澤諭吉とその父百助から。Rover本人は百助を諭吉の子と勘違いしており、また正しくは百助も「ももすけ」ではなく「ひゃくすけ」である。
- 高校の親友が「会話AIロボット Romi」の開発に携わっている関係でRomiオリジナルソングの作詞・作曲を担当する[10]。
- ベリーグッドマンのアルバム『SING SING SING』と『SING SING SING 4』の「イントロ」でしゃべっているのはRoverの甥（次姉の次男）[11]。
- 2024年2月に自身のアパレルブランド『Romön（ロマン）』を立ち上げる。

## CD・曲
- ソロアルバム『I'm home』
- Softly
  - 「Fly」（配信限定シングル、アルバム「Softly,はじまるよ。」「Teenage Song Collection」収録）作詞・作曲（Softly共同）
  - 「To」（アルバム「Live Love Laugh」収録）作詞・作曲（Softly共同）
- ABCラジオ「よなよな」ジングル[12]
- 横浜流星『今日もいい天気 feat. Rover（ベリーグッドマン）』
- 『キミがだいすき』（株式会社MIXI「会話AIロボット Romi」オリジナルソング）作詞・作曲[13][14]
- 近藤夏子『÷』（読み：割り算）作詞・作曲[15]
- MACK JACK『Run The Tune』プロデュース[16]

## 出演

### TV
- MM-TV（2019年10月 - 、毎日放送）
- ぺこぱのまるスポ（2024年6月2日、朝日放送テレビ）母校大阪府立淀川工科高等学校の吹奏楽部に潜入取材[17]
- ドレスキーとコレスキー（2024年7月13日・20日、テレビ埼玉）ゲスト出演[18]

### ラジオ
- MUSIC FREAKS（FM802、隔週日曜日 22:00〜24:00）2017年10月 - 2018年9月
- ABCミュージックパラダイス（朝日放送ラジオ、22:00〜24:30）2021年9月30日 - 2023年9月28日（木曜日担当）、2023年10月2日 - 2024年9月23日（月曜日担当）
- ベリーグッドマンRoverのしゃべろ場（FM NACK5、21:00〜21:30）2025年4月6日 -

### イベント
- ABCラジオ春フェス2022～ミューパラ1st グリーティング in うめきた～（2022年4月24日、グランフロント大阪うめきた広場）[19]